# 사라센스 FC

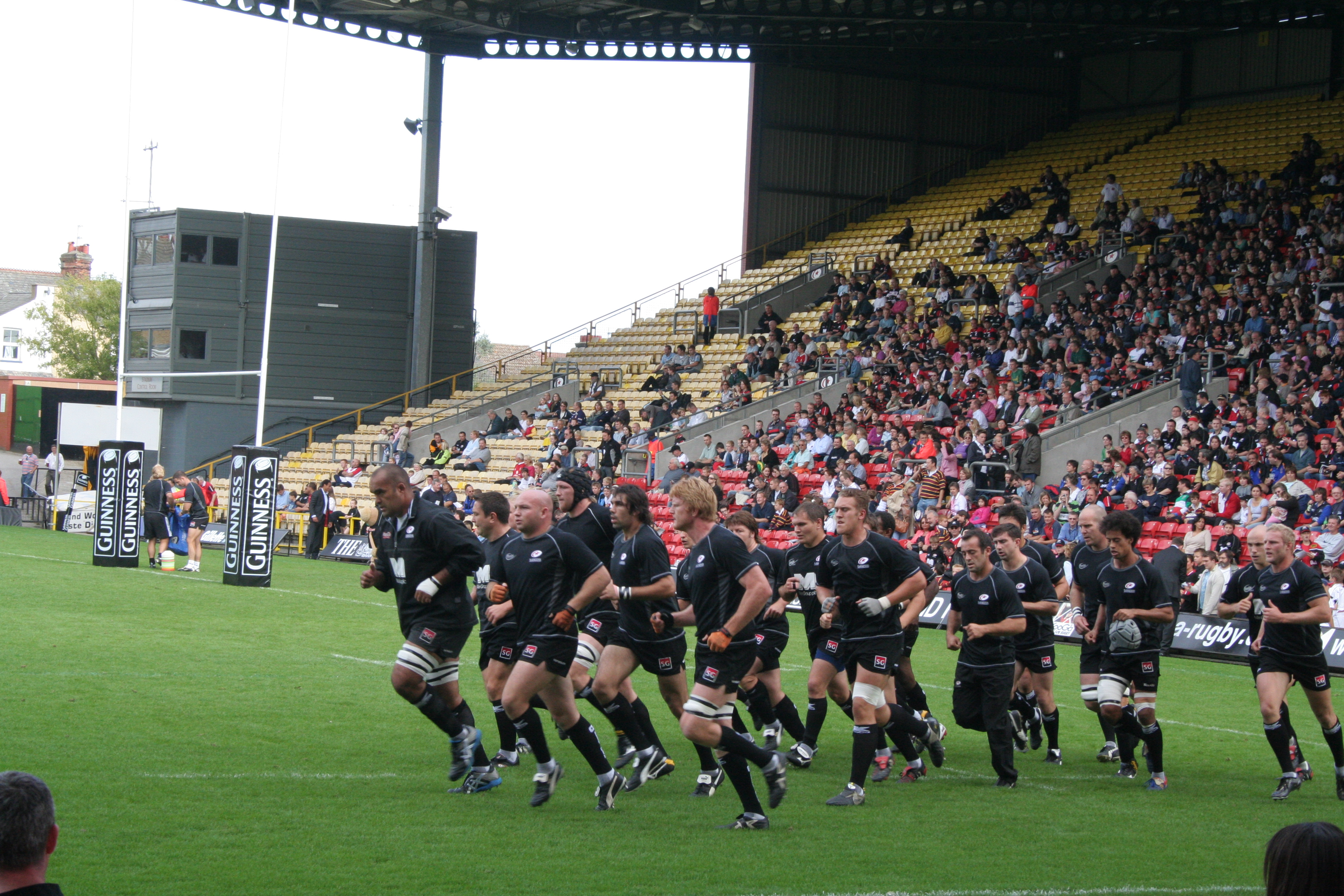

사라센스 풋볼 클럽(Saracens Football Club)은 1876년 창단한 잉글랜드 세인트올번스의 프로 럭비 팀이다. 현재 잉글리시 프리미어십에 참가하고 있으며 홈구장은 런던의 알리안츠 파크(Allianz Park)이다.